# Bonneville-la-Louvet
Bonneville-la-Louvet är en kommun i departementet Calvados i regionen Normandie i norra Frankrike. Kommunen ligger i kantonen Blangy-le-Château som ligger i arrondissementet Lisieux. År 2022 hade Bonneville-la-Louvet 822 invånare.

## Befolkningsutveckling
Antalet invånare i kommunen Bonneville-la-Louvet
Referens: INSEE